# Williams Bay
Williams Bay est un village du Comté de Walworth dans le Wisconsin, aux États-Unis. La commune comptait 2415 habitants au recensement de 2000.
Cette commune est surtout connue pour héberger l'Observatoire Yerkes.

## Géographie
La commune se situe à 42° 34′ 27″ N, 88° 32′ 37″ O.

## Histoire
Williams Bay est l'un des trois villages situés au bord du Geneva Lake. Les premiers habitants s'installèrent dans la région au début du XIXe siècle. Il s'agissait principalement d'ingénieurs chargés de constructions de voies ferrées vers l'Est, ainsi que de riches habitants de Chicago, déplacés par le grand incendie de Chicago en 1871. Durant la dernière partie du XXe siècle, Williams Bay et les alentours des lacs ont connu une forte période de construction d'habitation, la population doublant au cours de ces trente dernières années, de plus en plus de personnes cherchant la tranquillité de tels endroits.

## Personnalités liées à la commune
- Edward Emerson Barnard, astronome.